# Chromis
Chromis é um gênero de donzela que pode ser encontrado em todos os oceanos e mares do mundo (incluindo o Mar Mediterrâneo), podendo habitar dês de recifes rasos tropicais à florestas de kelp em regiões temperadas. Chromis é o gênero que mais possui espécies na família Pomacentridae. Frequentemente são encontrados no comercio de aquarismo.
No Brasil são conhecidas 7 espécies que pertencem ao gênero e em Portugal é conhecido apenas uma única espécie, que é a donzela do Mediterrâneo (Português brasileiro) ou castanheta (Português europeu) (Chromis chromis).

## Espécies
- Chromis abadhah Rocha, Pinheiro, Najeeb, Rocha & Shepherd, 2024
- Chromis abyssicola G. R. Allen & J. E. Randall, 1985
- Chromis abyssus Pyle, Earle & Greene, 2008
- Chromis agilis J. L. B. Smith, 1960
- Chromis albicauda G. R. Allen & Erdmann, 2009
- Chromis albomaculata Kamohara, 1960
- Chromis alpha J. E. Randall, 1988
- Chromis alta D. W. Greenfield & Woods, 1980
- Chromis anadema Motomura, Nishiyama & Chiba, 2017
- Chromis analis G. Cuvier, 1830
- Chromis athena G. R. Allen & Erdmann, 2008
- Chromis atripectoralis Welander & L. P. Schultz, 1951
- Chromis axillaris E. T. Bennett, 1831
- Chromis bermudae Nichols, 1920
- Chromis bowesi Arango, Pinheiro, Rocha, Greene, Pyle, Copus, Shepherd & Rocha, 2019
- Chromis cadenati Whitley, 1951
- Chromis caerulea Cuvier, 1830
- Chromis chromis (Linnaeus, 1758)
- Chromis chrysura Bliss, 1883
- Chromis cinerascens G. Cuvier, 1830
- Chromis circumaurea Pyle, Earle & Greene, 2008
- Chromis crusma Valenciennes, 1833
- Chromis cyanea Poey, 1860
- Chromis dasygenys Fowler, 1935
- Chromis degruyi Pyle, Earle & Greene, 2008
- Chromis dimidiata Klunzinger, 1871
- Chromis dispilus Griffin, 1923
- Chromis durvillei Quero, Spitz & Vayne, 2010
- Chromis earina Pyle, Earle & Greene, 2008
- Chromis enchrysura D. S. Jordan & C. H. Gilbert, 1882
- Chromis flavapicis J. E. Randall, 2001
- Chromis flavaxilla J. E. Randall, 1994
- Chromis flavicauda Günther, 1880
- Chromis flavomaculata Kamohara, 1960
- Chromis fumea S. Tanaka (I), 1917
- Chromis gunting Arango, Pinheiro, Rocha, Greene, Pyle, Copus, Shepherd & Rocha, 2019
- Chromis hangganan Arango, Pinheiro, Rocha, Greene, Pyle, Copus, Shepherd & Rocha, 2019
- Chromis hypsilepis Günther, 1867
- Chromis insolata G. Cuvier, 1830
- Chromis jubauna R. L. Moura, 1995
- Chromis kennensis Whitley, 1964 [5]
- Chromis klunzingeri Whitley, 1929
- Chromis limbata Valenciennes, 1830
- Chromis limbaughi D. W. Greenfield & L. P. Woods, 1980
- Chromis lubbocki A. J. Edwards, 1986
- Chromis mamatapara Shepherd, Pinheiro, Phelps, Easton, Pérez-Matus & Rocha, 2020
- Chromis mirationis S. Tanaka (I), 1917
- Chromis monochroma G. R. Allen & J. E. Randall, 2004
- Chromis nigroanalis J. E. Randall, 1988
- Chromis nitida Whitley, 1928
- Chromis norfolkensis G. R. Allen & M. G. Allen, 2021[6]
- Chromis notata Temminck & Schlegel, 1843[5]
- Chromis okamurai Yamakawa & J. E. Randall, 1989
- Chromis onumai Senou & Kudo, 2007
- Chromis opercularis Günther, 1867
- Chromis ovalis Steindachner, 1900
- Chromis pacifica Gerald R. Allen & Mark V. Erdmann, 2020[7]
- Chromis pamae J. E. Randall & J. E. McCosker, 1992
- Chromis pelloura J. E. Randall & G. R. Allen, 1982
- Chromis pembae J. L. B. Smith, 1960
- Chromis planesi Lecchini & J. T. Williams, 2004
- Chromis punctipinnis Cooper, 1863
- Chromis pura G. R. Allen & J. E. Randall, 2004
- Chromis randalli D. W. Greenfield & Hensley, 1970
- Chromis retrofasciata M. C. W. Weber, 1913
- Chromis sahulensis G. R. Allen & M. G. Allen, 2021[6]
- Chromis sanctaehelenae A. J. Edwards, 1987
- Chromis scotochiloptera Fowler, 1918
- Chromis scotti Emery, 1968
- Chromis norfolkensis G. R. Allen & M. G. Allen, 2021[6]
- Chromis struhsakeri J. E. Randall & Swerdloff, 1973
- Chromis ternatensis Bleeker, 1856
- Chromis tingting Tea, Gill & Senou, 2019[8]
- Chromis torquata G. R. Allen, 2018
- Chromis trialpha G. R. Allen & J. E. Randall, 1980
- Chromis tweddlei Lisher, Viana & Gon 2024
- Chromis unipa G. R. Allen & Erdmann, 2009
- Chromis vanbebberae E. P. McFarland, C. Baldwin, D. R. Robertson, L. A. Rocha, L. Tornabene, 2020
- Chromis vanderbilti Fowler, 1941
- Chromis verater D. S. Jordan & Metz, 1912
- Chromis viridis G. Cuvier, 1830
- Chromis weberi Fowler & B. A. Bean, 1928
- Chromis westaustralis G. R. Allen, 1976
- Chromis woodsi Bruner & Arnam, 1979
- Chromis xanthochira Bleeker, 1851
- Chromis xanthopterygia J. E. Randall & McCarthy, 1988
- Chromis xanthura Bleeker, 1854
- Chromis xouthos G. R. Allen & Erdmann, 2005
- Chromis xutha J. E. Randall, 1988
- Chromis yamakawai Iwatsubo & Motomura, 2013 [5]